# 橋口たかし
橋口 たかし（はしぐち たかし、1967年6月2日 - ）は、日本の漫画家。本名、橋口 隆志（読み同じ）。東京都出身。2000年より、ペンネームを本名から「橋口たかし」とした。2003年『焼きたて!!ジャぱん』で小学館漫画賞受賞（少年向け部門）。

## 人物
1987年に講談社の主催する「ヤングマガジン月間新人賞」および「ちばてつや賞」（佳作）を受賞。翌年に「コンバットティーチャー」でデビュー。
一時期お笑いの道を目指し、漫画家アシスタントをしながら漫才コンビ（コンビ名：「よろしくたけしたかし」）を組んで活動していた。しかし相方と合わなかったために、コンビを解散し漫画家を目指すことに専念。
漫画家を目指す以前、本名の橋口隆志名義で『小学二年生』・『小学四年生』・『小学六年生』の読者ページを担当していた。
趣味はモータースポーツ、スキューバダイビング、スキー、料理をすること。実際にオートレーサーとして表彰台に登ったこともある。
Webに『別冊Hassy's』というサイトを開設し、橋口自身も常連と共に遊んでいた時期があったが、諸般の事情により2002年11月を以って閉鎖された。
愛煙家だったが『最上の命医』の単行本企画で禁煙させられたことや、その前後に体調を崩したことを機にタバコをやめるようになったという。

### ブログ騒動
2008年6月6日に起こった小学館側の原稿紛失による漫画家の雷句誠の提訴騒動の翌日6月7日、「橋口たかし 緊急 臨時ブログ」を名乗るブログがアメーバブログに立ち上がる。内容は「今回の件で私の尊敬する編集者たちが名誉毀損で彼を訴えるというなら、私は証人として立つ準備があります」と編集者側を擁護する発言が載っていたが、写真はおろかイラストの一枚もなく、本当に橋口本人によるブログか証明できないまま1日と経たないうちに閉鎖される。またその数時間後には「橋口たかしのブログ」と公式を標榜するブログがアドレスを変えて再度アメーバブログに出現するが、本人と証明できるイラスト類が追加されることなく依然として編集者擁護のまま閉鎖し、結局一連のブログの真の書き手は不明のままである。
また、騒動の発端である雷句はサンデー編集部にブログの真偽の確認を求めて連絡したところ、その数時間後には「閉鎖します」と書かれていた、ということを自身のブログで語っている。

## 経歴
- 1987年 - ヤングマガジン月間新人賞受賞。ちばてつや賞佳作受賞。
- 1988年 - 「コンバットティーチャー」でデビュー。
- 1991年 - 『月刊コロコロコミック』誌上で『チエばーちゃんの知恵ブクロ』連載。
- 1993年 - 『コロコロコミック』誌上で『ストII爆笑!!4コマギャグ外伝』連載開始。
- 1995年 - 『週刊少年サンデー』誌上で『キャスター参るゾ!』連載。
- 1997年 - 『コロコロコミック』誌上で『超速スピナー』連載開始。『週刊少年サンデー超』誌上で『ウインドミル』連載開始。
- 1998年 - 『超速スピナー』がテレビ東京系おはスタ枠内でアニメ化される。
- 2000年 - 『コミックGOTTA』誌上にて『シザーズ』連載。
- 2001年 - 『週刊少年サンデー』誌上にて『焼きたて!!ジャぱん』連載スタート。この時期からペンネームを橋口たかしに改名。
- 2003年 - 『焼きたて!!ジャぱん』で第49回小学館漫画賞少年部門受賞。
- 2004年 - 『焼きたて!!ジャぱん』がテレビ東京系でアニメ化される。
- 2007年 - 『最上の命医』連載開始。
- 2019年 - 『LINEマンガ』で『焼きたて!!ジャぱん～超現実～』連載開始。

## 作品リスト

### 児童誌
- BAN! BAN! 番助!!（小学六年生 1989年9月号・10月号 付録）
- チエばーちゃんの知恵ブクロ
- グルメじーちゃんの料理ジマン（月刊コロコロコミック 1993年春休み増刊号 掲載）
- ストII爆笑!!4コマギャグ外伝
- ゴール フィールドハンター（小学五年生 1994年4月号-1995年3月号）
- きんにく倶楽部
- 超速スピナー
- 最低の迷医（萬屋不死身之介との共著、コロコロG 2011年冬号 掲載）

### 少年誌
- 感動王列伝 田村亮子物語（アトランタオリンピックにおける諸事情により単行本未収録）
- ゴーゴーえっちゃんのキャスター参るゾ!
- ヒナに胸キュン! イエローキャブ物語
- ウインドミル
- シザーズ
- 焼きたて!!ジャぱん[7]
  - 焼きたて!!ジャぱん～超現実～（取材・原作：入江謙三）
- 最上の命医（原作・取材：入江謙三）
  - 最上の明医〜ザ・キング・オブ・ニート〜

### 青年誌
- 不感症、治します（取材・原作：入江謙三）[8]

### その他
- ストリートファイター アート・コミック・アンソロジー （エンターブレイン 2009年3月14日発売 イラスト）

## 関連人物
- 藤崎聖人
藤崎の『ワイルドライフ』に樋口と『焼きたて!!ジャぱん』の松代健が出演。

## アシスタント
- ひじおか誠[9]